# For-Schleife

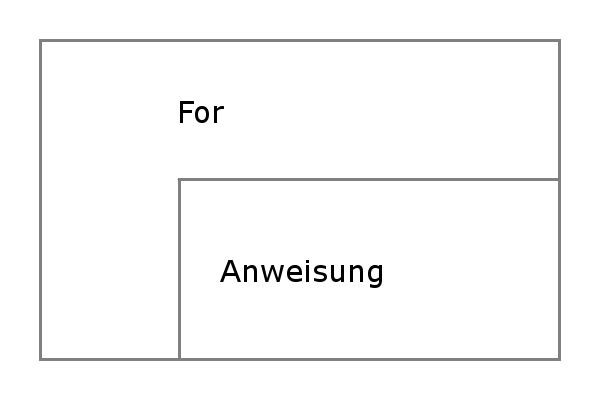
Struktogramm einer For-Schleife

Viele Programmiersprachen definieren eine For-Schleife als eine Kontrollstruktur, mit der man eine Gruppe von Anweisungen (Block) mit einer bestimmten Anzahl von Wiederholungen bzw. Argumenten ausführen kann.
Die Definition, wie eine For-Schleife auszusehen hat (Syntax), ist von Programmiersprache zu Programmiersprache unterschiedlich. Auch die Bedeutung einer For-Schleife (Semantik), also die Art, wie sie ausgeführt wird, ist von Sprache zu Sprache verschieden. Die Elemente, aus denen eine For-Schleife besteht, sind aber fast immer dieselben.

## Numerische Schleife

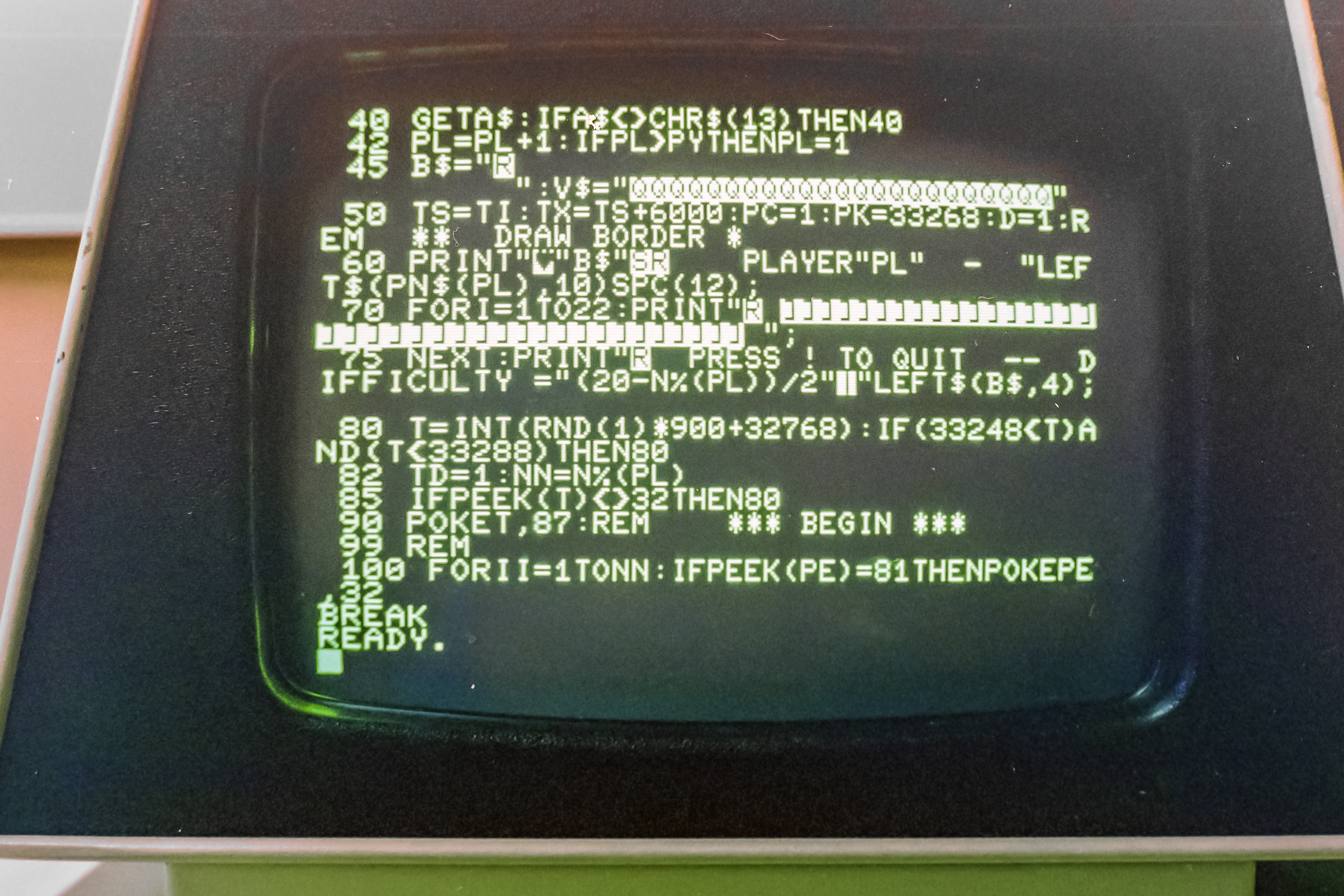
Monitor eines CBM 3016 mit Commodore-BASIC-Programm, das in Zeile 100 PEEK und POKE in einer FOR-Schleife verwendet.

Die Anzahl der Wiederholungen steht schon beim Eintritt in die Schleife fest. Es gibt eine Schleifenvariable, die am Anfang auf den Startwert gesetzt wird und dann jeweils um die Schrittweite verändert wird, bis der Zielwert erreicht ist. Die Schleifenvariable, der Startwert, die Schrittweite und der Endwert müssen numerisch sein. Diese Form der Schleife ist daher auch unter dem Begriff Zählschleife bekannt.
In den meisten Programmiersprachen sind Start-, Endwert und Schrittweite auf ganze Zahlen beschränkt. Bei manchen Sprachen ist die Schrittweite auf 1 (bzw. −1 mit downto statt to) beschränkt.
Die Grundstruktur dieser For-Schleifen ist folgende (hier am Beispiel BASIC):
```
For
 
Zähler
 
=
 
Start
 
To
 
Ende
 
Step
 
n

    
' zu

    
' wiederholende

    
' Anweisungen

Next

```

## Ausdrucksorientierte Schleife
Die ausdrucksorientierte Schleife erlaubt es auch mit nicht numerischen Schleifenvariablen zu arbeiten. So können zum Beispiel auch verkettete Listen bearbeitet werden.
In C-artigen Programmiersprachen hat eine For-Schleife die Form:
```
for
 
(
Initialisierung
;
 
Test
;
 
Fortsetzung
)
 
Anweisung

```

Und so wird sie ausgeführt (nach ISO/IEC 9899:1999):
1. Der Ausdruck Initialisierung wird ausgewertet. Falls es sich dabei um eine Deklaration handelt, sind die darin definierten Variablen nur innerhalb der For-Schleife gültig.
2. Der Ausdruck Test wird als boolescher Ausdruck ausgewertet. Falls der Wert false ist, wird die For-Schleife beendet.
3. Die Anweisung Anweisung wird ausgeführt.
4. Der Ausdruck Fortsetzung (meistens eine Anweisung) wird ausgewertet.
5. Es geht mit 2. weiter.

Beispiel für Verwendung als nichtnumerische Schleife:
```
struct
 
Liste
 
{

    
struct
 
Liste
 
*
next
;

    
int
 
element
;

};

for
 
(
p
 
=
 
liste
;
 
p
 
!=
 
NULL
;
 
p
 
=
 
p
->
next
)
 
{

    
…

}

```

Beispiel für Verwendung als numerische Schleife:
```
for
 
(
i
 
=
 
0
;
 
i
 
<
 
length
;
 
i
++
)
 
{

    
…

}

```

## Verschachtelte For-Schleifen
Innerhalb einer For-Schleife können sich eine oder mehrere weitere For-Schleifen befinden. Das sind verschachtelte For-Schleifen.

### Beispiele
Das Sortierverfahren Bubblesort verwendet zwei verschachtelte For-Schleifen. In der inneren Schleife werden benachbarte Elemente vertauscht.
```
public
 
void
 
Bubblesort
(
object
[]
 
elements
)

{

    
for
 
(
int
 
i
 
=
 
elements
.
Length
 
-
 
1
;
 
i
 
>
 
0
;
 
i
--
)

    
{

        
for
 
(
int
 
j
 
=
 
0
;
 
j
 
<
 
i
;
 
j
++
)

        
{

            
object
 
element1
 
=
 
elements
[
j
];

            
object
 
element2
 
=
 
elements
[
j
 
+
 
1
];

            
if
 
(
element1
 
>
 
element2
)

            
{

                
elements
[
j
]
 
=
 
element2
;

                
elements
[
j
 
+
 
1
]
 
=
 
element1
;

            
}

        
}

    
}

}

```

Die folgende Methode berechnet die Binomialkoeffizienten im Pascalschen Dreieck und gibt ein zweidimensionales Array zurück:
```
public
 
int
[][]
 
Binomial
(
int
 
n
)

{

    
int
[][]
 
binomials
 
=
 
new
 
int
[
n
][];

    
binomials
[
0
]
 
=
 
new
 
int
[
1
];

    
binomials
[
0
][
0
]
 
=
 
1
;

    
for
 
(
int
 
i
 
=
 
1
;
 
i
 
<
 
n
;
 
i
++
)

    
{

        
binomials
[
i
]
 
=
 
new
 
int
[
i
 
+
 
1
];

        
for
 
(
int
 
j
 
=
 
0
;
 
j
 
<=
 
i
;
 
j
++
)

        
{

            
int
 
left
 
=
 
0
;

            
if
 
(
j
 
>
 
0
)

            
{

                
left
 
=
 
binomials
[
i
 
-
 
1
][
j
 
-
 
1
];

            
}

            
int
 
right
 
=
 
0
;

            
if
 
(
j
 
<
 
i
)

            
{

                
right
 
=
 
binomials
[
i
 
-
 
1
][
j
];

            
}

            
binomials
[
i
][
j
]
 
=
 
left
 
+
 
right
;

        
}

    
}

    
return
 
binomials
;

}

```

## Foreach-Schleife
Einige Programmiersprachen (zum Beispiel C++, C#, Java, Perl, Python, PHP, Ruby) bieten ein Konstrukt an, um einer Variable nacheinander alle Elemente einer Liste zuzuweisen. Dieses Konstrukt wird entsprechend seinem üblichen Schlüsselwort meist Foreach-Schleife genannt. Je nach Programmiersprache unterscheiden sich Notation und Schlüsselwort jedoch. So wird die Foreach-Schleife in Object Pascal und JavaScript als For-In-Schleife bezeichnet. In JavaScript wird der Variable entgegen der oben genannten Beschreibung nur der Index bzw. Schlüssel zugewiesen und nicht das Element selbst, denn für letzteres gibt es die For-Of-Schleife.

### C++
Ab der Version C++11 gibt es in C++ die bereichsbasierte For-Schleife (engl. range-based for). Diese vereinfacht das Iterieren über beliebige Container und andere Objekte, für die die Funktionen std::begin und std::end überladen worden sind, z. B. alle Container der Standardbibliothek, aber auch über eingebaute Arrays (C-style arrays) oder benutzerdefinierte Containerdatentypen:
```
#include
 
<iostream>

#include
 
<vector>

int
 
main
()
 
{

    
std
::
vector
<
int
>
 
vec
(
5
);
 
// Initialisiere vec mit 5 Zellen

    
// range-basierte for-Schleife über Initialisiererliste (std::initializer_list) und Zuweisung an die Vektorelemente

    
for
 
(
auto
 
i
:
 
{
1
,
 
2
,
 
3
,
 
4
,
 
5
})
 
{

        
vec
[
i
-1
]
 
=
 
i
;

    
}

    
// range-basierte for-Schleife über Vektor

    
for
 
(
auto
 
i
:
 
vec
)
 
{

        
std
::
cout
 
<<
 
i
 
<<
 
" "
;

    
}

}

```

Das hierbei benutzte Schlüsselwort auto bringt den Compiler dazu, automatisch den benötigten Typ zu nutzen (wäre bei beiden Schleifen int).

### C#
In C# hat die foreach-Schleife folgende Form:
```
foreach
 
(
datatype
 
element
 
in
 
enumerable
)

{

    
…

}

```

Im folgenden Beispiel durchläuft die foreach-Schleife alle Länder der generischen Liste und gibt alle Länder aus, deren Name auf "land" endet:
```
// Generische Liste der Länder

List
<
string
>
 
countries
 
=
 
new
 
List
<
string
>
();

// Liste füllen

countries
.
Add
(
"Germany"
);

countries
.
Add
(
"Austria"
);

countries
.
Add
(
"Switzerland"
);

countries
.
Add
(
"France"
);

countries
.
Add
(
"Poland"
);

countries
.
Add
(
"United States"
);

// Die foreach-Schleife durchläuft der Reihe nach alle Elemente der Liste

foreach
 
(
string
 
country
 
in
 
countries
)

{

    
if
 
(
country
.
EndsWith
(
"land"
))

    
{

        
Console
.
WriteLine
(
country
);

    
}

}

```

### Ada
Eine Foreach-Schleife in Ada hat die Form:
```
for
 
Variable_1
 
in
 
Variable_2
'
Range
 
loop

    
Anweisungen

end
 
loop
;

```

Beispiel:
```
A
 
:
 
array
 
(
3.
.
5
)
 
of
 
Integer
 
:=
 
(
5
,
 
9
,
 
10
);

for
 
I
 
in
 
A
'
Range
 
loop

    
Put
 
(
A
(
I
));

end
 
loop
;

```

### Perl
Eine For oder Foreach-Schleife (beide Schlüsselworte sind synonym in Perl) hat die Form:
```
foreach
 
Variable
 
(
Werte
)
 
{
 
Anweisungen
 
}

```

Beispiel:
```
foreach
 
$name
 
(
"Anna"
,
 
"Heinz"
,
 
"Sebastian"
)

{

    
print
(
"Hallo, $name.\n"
);

}

```

$name ist die Variable, die nacheinander die Werte in den Klammern zugewiesen bekommt.
Enthält der Schleifenblock nur einen Befehl, kann auch die nachgestellte Form eingesetzt werden, welche allerdings keine selbstbenannte Laufvariable erlaubt:
```
say
 
"Hallo, $_."
 
for
 
qw/Anna Heinz Sebastian/
;

```

Eine Verwendung wie in C ist ebenfalls möglich:
```
for
 
(
$i
 
=
 
0
;
 
$i
 
<
 
$length
;
 
$i
++
)

{

    
…

}

```

### PHP
Eine Foreach-Schleife in PHP hat die Form:
```
foreach
 
(
Array
 
as
 
Schluessel
 
=>
 
Wert
)

{

    
…

}

```

Schluessel und Wert wird in jedem Schleifendurchlauf ein Schlüssel-Wert-Paar aus dem Array zugewiesen. PHP-Arrays unterscheiden sich zu vielen anderen Programmiersprachen dadurch, dass jeder Eintrag ein Schlüssel-Wert-Paar sein kann, nicht nur ein einfacher Wert.
Im Gegensatz zu Perl ist die Syntax nicht an der mathematischen Lesart angelehnt, so dass es komisch klingt, wenn man den Code vorliest. Das kann insbesondere bei Programmieranfängern oder Umsteigern zu Problemen führen. In den meisten anderen Programmiersprachen folgt nämlich auf das Schlüsselwort foreach der Name der Variablen, die nacheinander die verschiedenen Werte annimmt.
Beispiel:
```
<?php

$namen
 
=
 
array
 
(

    
"Albert"
 
=>
 
"Einstein"
,

    
"Rasmus"
 
=>
 
"Lerdorf"
,

    
"Stephen William"
 
=>
 
"Hawking"

);

foreach
 
(
$namen
 
as
 
$vorname
 
=>
 
$nachname
)

{

    
print
(
"Hallo, 
$vorname
 
$nachname
\n
"
);

}

?>

```

## Historisches: Die Für-Schleife von „Superplan“
Heinz Rutishauser entwickelte von 1949 bis 1951 die einfache algebraische Programmiersprache „Superplan“. Rutishauser kannte Konrad Zuses Arbeit über Programmiersprachen, d. h. Zuses Plankalkül und wählte den Namen in Anlehnung an Zuses Bezeichnung „Rechenplan“ für ein einzelnes Programm.

Rutishausers einfache Sprache hatte nur eine Kontrollstruktur: die Für-Anweisung bzw. Für-Schleife.
```
Für
 i=2(
1
)n: 

  

    

      

        

          
a

          

            
i

          

        

      

    

    
{\displaystyle a_{i}}

  

 + 3 = 

  

    

      

        

          
a

          

            
i

          

        

      

    

    
{\displaystyle a_{i}}

  

```

bedeutet z. B., dass in einem Array a zu allen (d. h. es wird mit der Schrittweite 1 weitergezählt) Elementen von Index Startwert 2 ausgehend bis zu Index Zielwert n eine 3 hinzuaddiert wird.